# Stanisław Zakrzewski z Bachtyna
Stanisław Zakrzewski (Zakrzowski) z Bachtyna herbu Tępa Podkowa – podsędek kamieniecki w latach 1571-1582, łowczy kamieniecki w latach 1568-1570.
Poseł na sejm 1570 roku z województwa podolskiego.